# Helena Guergis
Helena C. Guergis (née le 19 février 1969 à Barrie, Ontario) est une femme politique canadienne. Élue à la Chambre des communes du Canada pour la circonscription de Simcoe—Grey sous la bannière du Parti conservateur du Canada en 2004, elle est nommée ministre à la condition féminine (en) le 30 octobre 2008, à la suite de l'élection du 14 octobre. Le 9 avril 2010, elle est expulsée du caucus conservateur. Députée indépendante, elle est défaite par la conservatrice Kellie Leitch lors de l'élection fédérale de 2011.
Elle fut secrétaire parlementaire[Quand ?] de David Emerson, lorsqu'il était le ministre du Commerce international.

## Biographie

### Débuts et carrière
Guergis est née à Barrie, en Ontario et est élevée tout près à Angus, dans le Essa Township, où sa famille à une longue histoire d'implication politique. Elle est d'ascendance assyrienne, suédoise et juive.
Guergis fait des études au Georgian College où elle complète un programme d'immobilier ontarien. Après sa graduation, elle ouvre un magasin appelé Final Touch au Rainbow Mall à Angus. Elle travaille également comme collectrice de fonds bénévole pour la banque alimentaire de Angus et le conseil littéraire de Barrie. Guergis a été assistante de circonscription pour le député provincial progressiste-conservateur Joe Tascona et devient plus tard son assistante exécutive.

### Politique provinciale
Guergis ferme son entreprise après six ans et demi afin d'accepter un poste de conseillère politique à Janet Ecker qui était ministre de l'Éducation et des Finances du gouvernement de l'Ontario. Guergis occupe ce poste pendant trois ans et demi et sert également pendant trois mandats au poste de vice-présidente de l'exécutif provincial du Parti progressiste-conservateur.
Elle a été candidate progressiste-conservatrice dans la circonscription du centre-ville torontois de Trinity—Spadina à l'élection provinciale de 2003. Le Parti progressiste-conservateur n'a pas visé cette circonscription comme étant "gagnable" et Guergis accepte d'être une candidate "sacrifiée" afin de gagner de l'expérience. Elle finit troisième, loin derrière le député néo-démocrate sortant Rosario Marchese. Guergis appuie la candidature de Frank Klees à la direction du Parti progressiste-conservateur de l'Ontario en 2004.

### Députée au fédéral
Guergis défait le député libéral sortant Paul Bonwick par 100 voix à l'élection de 2004 pour remporter la circonscription de Simcoe—Grey. Les libéraux forment un gouvernement minoritaire après l'élection, et Guergis est nommée au cabinet fantôme en tant que porte-parole en matière de Coopération internationale. Le 24 janvier 2005, elle est également nommée porte-parole adjointe pour les Aînés.
Lorsqu'elle briguait un siège provincial en 2003 dans la circonscription socialement libérale de Trinity—Spadina, Guergis affirme qu'elle voterait en faveur du mariage homosexuel si elle en avait l'occasion. Répondant à une question sur le mariage homosexuel à un débat des candidats, elle affirme : "Je crois au droit de choisir, alors je voterai en faveur [d'un tel projet de loi]."
L'année suivante, faisant campagne dans la circonscription socialement conservatrice de Simcoe—Grey, Guergis affirme qu'elle votera contre le projet de loi du gouvernement fédéral légalisant le mariage homosexuel. Elle explique que la majorité de ses commettants s'opposent au projet de loi, et qu'elle se devait de défendre leurs opinions. Guergis vote contre la loi C-38 qui donna la sanction légale au mariage entre conjoints de même sexe en 2005. La même année, elle dépose un projet de loi privé mettant des restrictions aux députés qui traversent le parquet de la chambre après leur élection.
Guergis est réélue avec 49,8 % des suffrages en 2006, augmentant sa marge de victoire de façon substantielle tandis que les conservateurs remportent un gouvernement minoritaire au niveau national. Le 7 février 2006, elle est nommée secrétaire parlementaire de David Emerson, le ministre du Commerce international, par le premier ministre Stephen Harper. La nomination de Guergis souleva un peu de controverse, étant donné qu'Emerson avait fait défection depuis le Parti libéral le même jour qu'il a reçu sa nomination au cabinet. Le jour précédant sa nomination, Guergis informe les médias qu'elle émettrait un communiqué de presse indiquant qu'elle continuait d'appuyer des législations anti-défection. Le communiqué n'est jamais émis.
En avril 2010, elle démissionne de son poste de ministre, après une longue série d'allégations mettant en doute son honnêteté. Elle est finalement exclue du caucus conservateur et le premier ministre Harper a confié son dossier à la GRC.